# Орхон

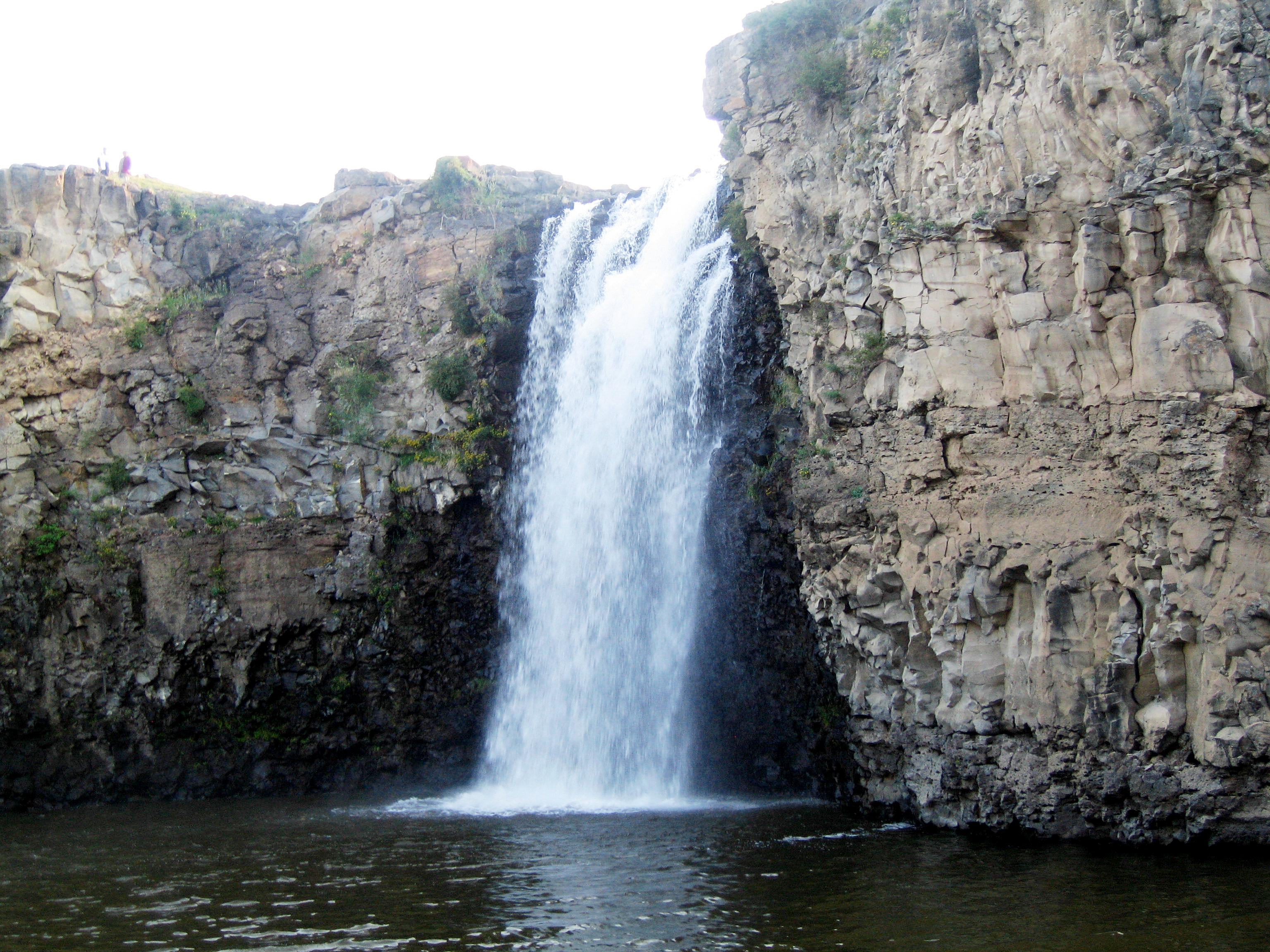
Водоспад

Орхо́н — річка в Монголії, права притока річки Селенга. Довжина 1 124 км, площа басейну 132,8 тисяч км², середня витрата води поблизу гирла близько 120 м³/сек.
Витоки в горах Хангай, у верхів'ях має вузьку, місцями каньйонообразну долину, утворює водоспад заввишки близько 20 м; у середній течії долина глибока, звивиста. Весняна повінь від тагнення зимових снігів, літні дощові паводки. Замерзає з листопада по квітень.